# Climă mediteraneeană

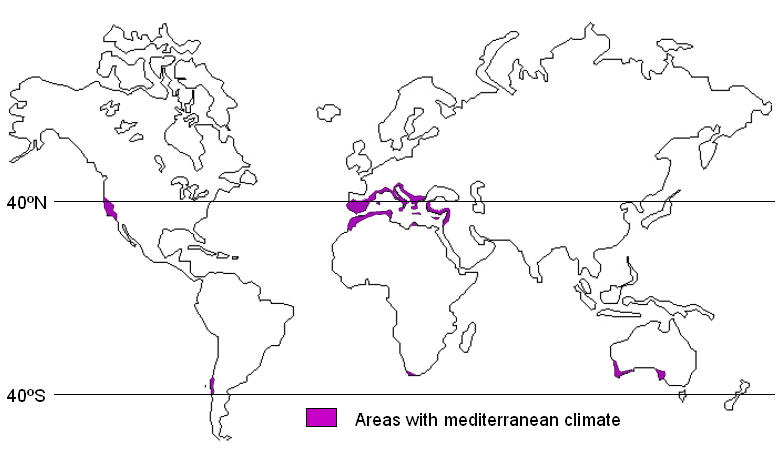
Cu magenta, zonele cu climă mediteraneeană de pe Glob

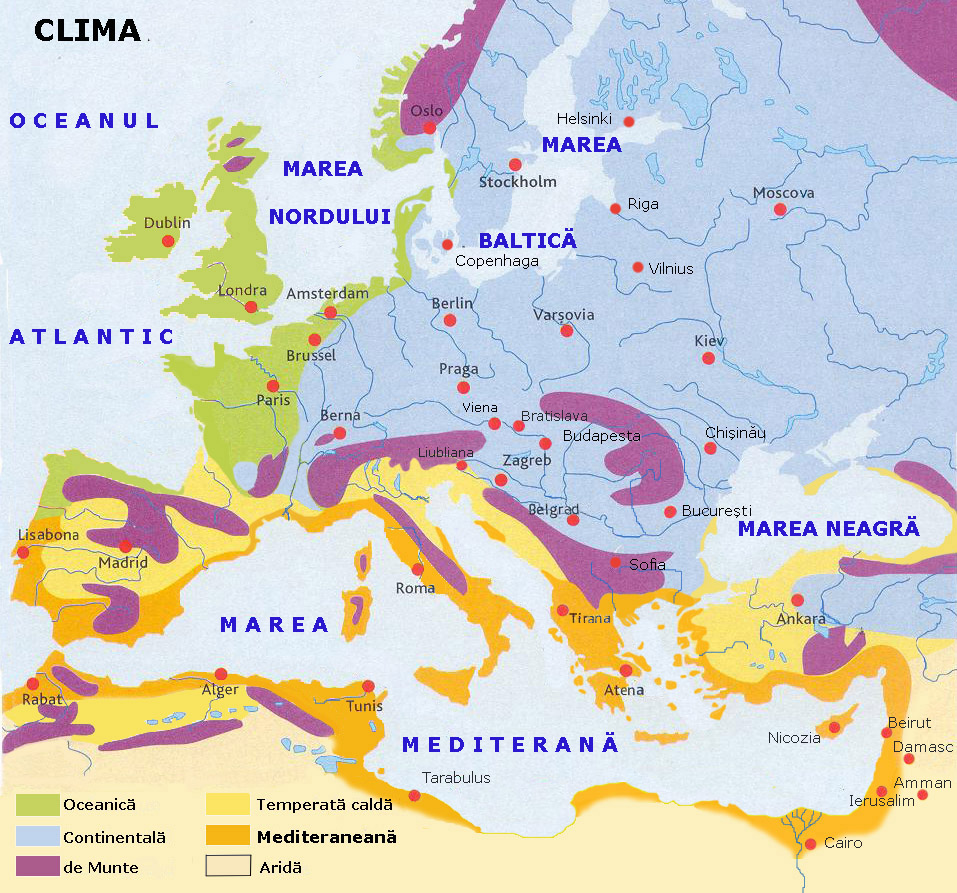
Clima mediteraneeană (portocaliu)

Clima mediteraneeană este un tip de climă similar cu clima bazinului Mării Mediterane. În afara regiunilor din zona Mediteranei, acest tip de climă predomină în unele zone din vestul Americii de Nord, vestul și sudul Australiei și în vestul Africii de Sud, precum și în centrul statului sud-american Chile. 
Clima mediteraneeană se caracterizează prin veri calde și uscate și ierni blânde și umede, vara precipitații puține, iarna mai puține precipitații față de climatul temperat-oceanic, vânturile care bat se numesc: mistral, sirocco și bora; vegetație mediteraneeană, veșnic verde, formată din citrice, arbori scunzi (stejarul veșnic verde, stejarul de plută, pinul de Alep, pinul maritim etc.) Din cauza defrișării aici s-au format diferite vegetații ca maquis și gariga formate din arbuști mici și tufe ce secretă substanțe aromate, plante mirositoare și stejari pitici. Animalele caracteristice sunt: șacalul, scorpionul, broasca țestoasă și magotul. 

În țările mediteraneene domină relieful înalt format din munți tineri ca: Pirineii, Alpii, Apeninii, Munții Pindului, Munții Carpați. Solurile specifice sunt solurile calcaroase, solurile galbene și roșii (terra rossa). Este o regiune care are încă vulcani activi (Etna, Vezuviu). Cutremurele sunt dese. Populația este adunată lângă râuri și fluvii din cauza secetei. Cele mai importante resurse naturale sunt: fier, cupru, plumb, uraniu, mercur, zinc, bauxită, crom, cărbunii superiori, etc.

## Legături externe
Materiale media legate de Climă mediteraneeană la Wikimedia Commons
- en Explanation of Mediterranean Climate (University of Wisconsin)